# Alain Poher
Alain Poher (Ablon-sur-Seine, 17 de abril de 1909 – Paris, 9 de dezembro de 1996) foi um político centrista francês, afiliado primeiramente com o Movimento Republicano Popular e mais tarde com o Centro Democrático. Serviu como senador por Val-de-Marne de 1946 a 1995. Foi presidente do Senado de 3 de outubro de 1968 a 1 de outubro de 1992 e, nessa qualidade, atuou duas vezes como presidente interino do país. Na primeira ocasião a seguir à resignação de Charles de Gaulle (1969) e novamente após a morte de Georges Pompidou, em 1974. 